# Campeonato Africano de Atletismo de 2016 - Revezamento 4x400 m feminino
A prova dos 4 x 400 metros estafetas feminino do Campeonato Africano de Atletismo de 2016 foi disputada no dia 26 de junho no Kings Park Stadium  em Durban,  na África do Sul. Participaram da prova 6 equipes sendo que 5 concluíram a prova. 

## Recordes
Antes desta competição, os recordes mundiais e do campeonato nesta prova eram os seguintes:
|                       | Nome                                                                 | Nacionalidade   | Tempo     | Local      | Data                 |
| --------------------- | -------------------------------------------------------------------- | --------------- | --------- | ---------- | -------------------- |
| Recorde mundial       | Tatyana Ledovskaya, Olga Nazarova Mariya Pinigina, Olha Bryzhina     | União Soviética | 3m 15s 17 | Seul       | 1 de outubro de 1988 |
| Recorde do campeonato | Endurance Abinuwa, Omolara Omotosho Margaret Etim, Bukola Abogunloko | Nigéria         | 3m 28s 77 | Porto Novo | 1 de julho de 2012   |
| Recorde africano      | Olabisi Afolabi, Fatima Yusuf Charity Opara, Falilat Ogunkoya        | Nigéria         | 3m 21s 04 | Atlanta    | 3 de agosto de 1996  |

Os seguintes recordes foram estabelecidos durante esta competição:
| Data        | Evento | Atleta                                                        | Nacionalidade | Tempo     | Notas                 |
| ----------- | ------ | ------------------------------------------------------------- | ------------- | --------- | --------------------- |
| 26 de junho | Final  | Jeanelle Griesel, Wenda Nel Justine Palframan, Caster Semenya | África do Sul | 3m 28s 49 | Recorde do campeonato |

## Medalhistas
| Ouro                                                                              | Prata                                                                           | Bronze                                                                         |
| África do Sul · Jeanelle Griesel · Wenda Nel · Justine Palframan · Caster Semenya | Nigéria · Omolara Omotosho · Regina George · Yinka Ajayi · Patience Okon George | Quênia · Jacinta Shikanda · Maureen Jelagat · Maureen Thomas · Margaret Wambui |

## Cronograma
Todos os horários são locais (UTC+2). 
| Data        | Hora  | Evento |
| ----------- | ----- | ------ |
| 26 de junho | 18:30 | Final  |

## Resultado final
| Posição           | Nacionalidade | Atleta                                                               | Tempo   | Notas |
| ----------------- | ------------- | -------------------------------------------------------------------- | ------- | ----- |
| Medalha de ouro   | África do Sul | Jeanelle Griesel, Wenda Nel, Justine Palframan, Caster Semenya       | 3:28.49 | ,     |
| Medalha de prata  | Nigéria       | Omolara Omotosho, Regina George, Yinka Ajayi, Patience Okon George   | 3:29.94 |       |
| Medalha de bronze | Quênia        | Jacinta Shikanda, Maureen Jelagat, Maureen Thomas, Margaret Wambui   | 3:30.21 |       |
| 4                 | Botswana      | Christine Botlogetswe, Lydia Jele, Galefele Moroko, Goitseone Seleka | 3:31.54 |       |
| 5                 | Gana          | Agnes Abrocqua, Shawkia Iddrisu, Bless Dupeh, Akua Obeng-Akrofi      | 3:40.09 |       |
| 6                 | Camarões      |                                                                      | DNS     |       |

Legenda
| Recorde mundial       | Recorde mundial (World record)               |                       | Recorde africano                      | Recorde africano (African) |                                           | Q | Classificado por posição (Qualified) |
| Recorde do campeonato | Recorde do campeonato (Championship record)  | Recorde da América    | Recorde da América (Americas)         | q                          | Classificado por melhor tempo (Qualified) |   |                                      |
| Melhor marca do ano   | Melhor marca do ano (World leading)          | Recorde asiático      | Recorde asiático (Asian)              | DNS                        | Não largou (Did not start)                |   |                                      |
| Recorde nacional      | Recorde nacional (National record)           | Recorde europeu       | Recorde europeu (European)            | DNF                        | Não terminou (Did not finish)             |   |                                      |
| Recorde pessoal       | Recorde pessoal do atleta (Personal best)    | Recorde da Oceania    | Recorde da Oceania (Oceania)          | DSQ / DQ                   | Desclassificado (Disqualified)            |   |                                      |
| Recorde da temporada  | Recorde da temporada do atleta (Season best) | Recorde sul-americano | Recorde sul-americano (South America) | NM                         | Sem marca (No mark)                       |   |                                      |